# Dan Castellaneta
Daniel Louis „Dan” Castellaneta (Chicago, 1957. október 27.) négyszeres Primetime Emmy-díjas amerikai színész, szinkronszínész, humorista.
Legismertebb szerepe Homer Simpson eredeti hangja A Simpson család című animációs sorozatban, melyben több egyéb szereplőt is megszólaltat. A Simpson családon kívül továbbá olyan sorozatokban és filmekben szinkronizált már, mint a Futurama, a Fürkészszárny vagy az Aladdin.

## Élete
Daniel Louis Castellaneta néven született Chicagóban, a Roseland közkórházban (Roseland Community Hospital). Oak Parkban nevelkedett. Olasz felmenőkkel rendelkezik, szülei Elsie (1926–2008)
 és Louis Castellaneta (1915–2014) voltak. Louis Castellaneta amatőr színész volt, aki egy nyomdában dolgozott.
Castellaneta 16 éves korában kezdett színész leckéket venni. Az Oak Park-River Forest középiskolába (Oak Park-River Forest High School) járt, és érettségi után, 1975 őszén az Észak-Illinoisi Egyetemre (Northern Illinois University) kezdett járni. 1979-ben kezdett színészkedni, miután érettségizett az egyetemen. Improvizációs órákat kezdett venni, itt találkozott későbbi feleségével, Deb Lacustával.
Castellaneta vegetáriánus, és nem iszik alkoholt.

## Diszkográfia
Saját albumok
- Two Lips (zenéket tartalmazó humoros album, 2000)
- I Am Not Homer (feleségével, Deb Lacustával közösen készített humoros album, 2002)

## A Simpson családdal
- The Simpsons Sing the Blues (1990)
- Songs in the Key of Springfield (1997)
- The Yellow Album (1998)
- Go Simpsonic with The Simpsons (1999)
- The Simpsons: Testify (2007)